# ويرال الجنوبية (دائرة انتخابية في المملكة المتحدة)
ويرال الجنوبية (بالإنجليزية: Wirral South)‏ هي إحدى الدوائر الانتخابية في المملكة المتحدة الممثلة في مجلس العموم في برلمان المملكة المتحدة.
عضو البرلمان الذي يمثلها حالياً هو :Ben Chapman (Lab).